# Camus l'intouchable. Polémiques et complicités
Camus l'intouchable. Polémiques et complicités est un essai écrit par Jean-Luc Moreau qui revient sur les polémiques qui ont jalonné la vie d'Albert Camus et le succès pérenne de son œuvre.

## Présentation
« Intouchable » dit Jean-Luc Moreau dans son titre à propos d'un homme qui n'a cessé au cours de sa vie, d'être attaqué et que l'un de ses principaux contradicteurs Francis Jeanson, avait surnommé « le grand prêtre de la morale absolue. »
Cet homme, connu surtout comme écrivain, n'en a pas moins été aussi un journaliste engagé dès l'avant guerre à Alger Républicain, à Combat pendant et juste après la guerre puis en 1956 à L'Express. Il n'a guère cessé de susciter la polémique, que ce soit lors de la parution de L'Homme révolté avec Sartre et les existentialistes, les controverses qui ont marqué ses relations avec 
André Breton, Roland Barthes ou Georges Bataille que même l'attribution du prix Nobel de littérature n'a pas suffi à éteindre.
Tel est l'objectif que s'est fixé Jean-Luc Moreau, de confronter les écrits, les points de vue en présence avec le recul nécessaire au 'regard froid' de l'analyste.